# Axiom (luchador)
Carlos Ruiz (Madrid; 9 de mayo de 1997) es un luchador profesional español. Actualmente trabaja para la empresa estadounidense WWE, donde se presenta en la marca SmackDown bajo el nombre de Axiom. Anteriormente compitió en circuitos independientes americanos y europeos, en particular para Pro Wrestling Guerrilla, Progress Wrestling, CHIKARA, Defiant Wrestling y White Wolf Wrestling (Triple W) bajo el nombre de A-Kid. En abril de 2018 se convirtió en el primer español, y a la vez en el luchador más joven a la edad de 21 años, en competir en un combate individual valorado con cinco estrellas por el Wrestling Observer Newsletter.
En 2024, tras ganar el Campeonato en Parejas de NXT junto a Nathan Frazer, se convirtió en el primer luchador español en ganar un título en WWE.

## Carrera

### Circuito independiente (2012–2019)
En junio de 2016, se anunció que A-Kid participaría con Rod Zayas y Adam Chase en King of Trios de Chikara, como House White Wolf. Sin embargo, serían derrotados por House British Strong Style (Pete Dunne, Trent Seven y Tyler Bate) en la primera ronda. El año próximo, participó en el torneo Chikaras Rey de Voladores, pero fue derrotado en la final por Air Wolf. Los años siguientes, A-Kid y Adam Chase (más tarde, Carlos Romo) lucharon en el circuito británico como Team White Wolf, ganando el ataque! Tag Team Championships. También se enfrentaron en RevPro 7th Anniversary Show.
En mayo de 2018, se anunció un combate para el show de la Triple W, Total Rumble 8, un combate en el que A-kid se enfrentaría a la superestrella británica Zack Sabre Jr.; este combate sería valorado con 5 estrellas por el Wrestling Observer Newsletter convirtiéndose así A-kid en el primer luchador español y en el más joven (21 años) en lograr dicho reconocimiento.

### WWE (2019–presente)

#### NXT UK (2019-2022)

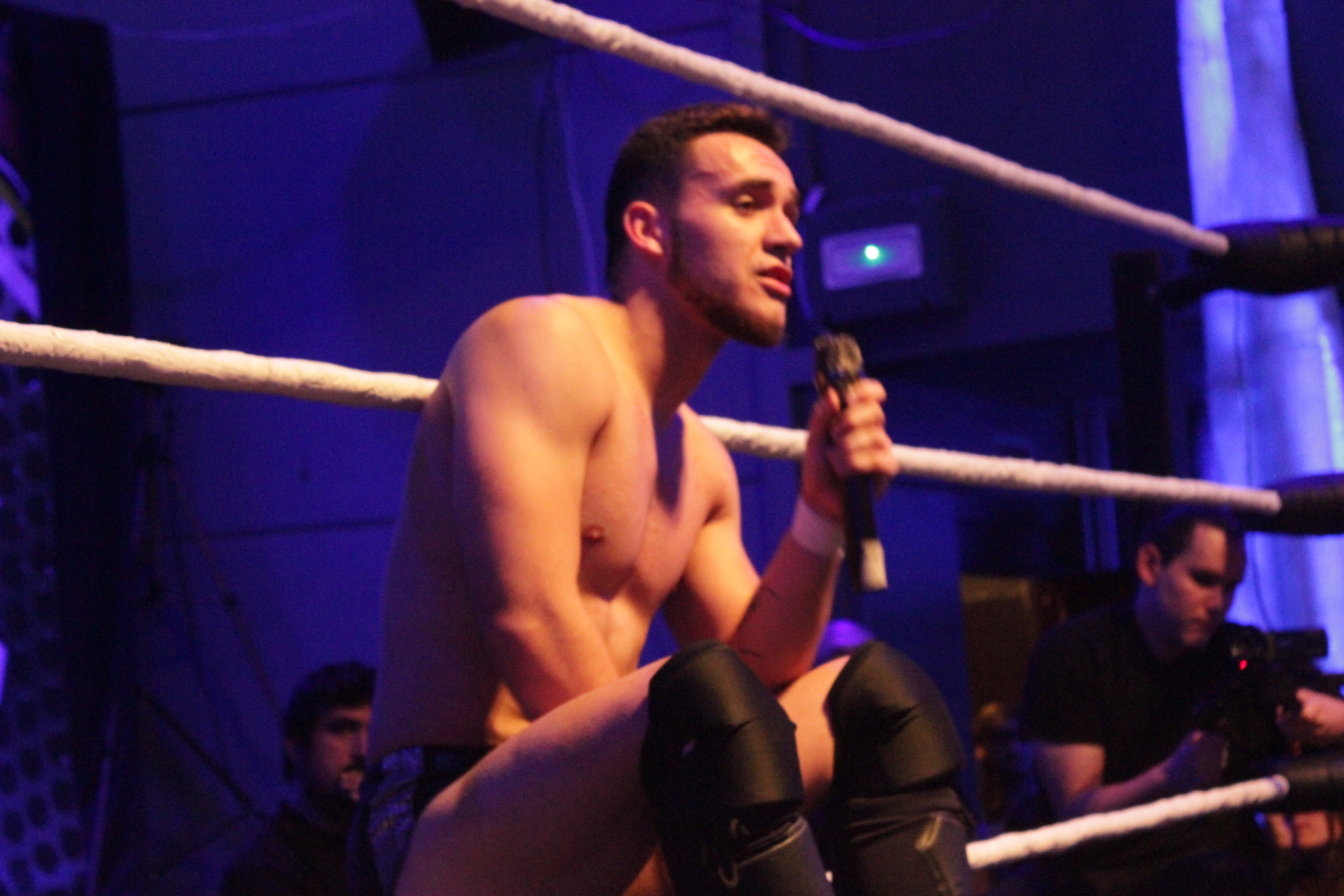
A-Kid, en 2019.

A-Kid hizo su debut en la WWE junto al luchador Carlos Romo el 20 de abril de 2019, donde fueron derrotados por Gallus (Mark Coffey y Wolfgang) en las grabaciones de WWE NXT UK. El 17 de octubre de 2019, se anunció que A-Kid había firmado para la marca NXT UK. Hizo su debut en singles el 31 de octubre de 2019, derrotando a Kassius Ohno.
En el NXT UK transmitido el 20 de febrero después de ser entrevistado,  se encontró a su luchador de la infancia The Brian Kendrick, quien lo se mofó de él, y se pactó un combate contra The Brian Kendrick para la siguiente semana en NXT UK, combate en el cual derrotó a Kendrick. En el NXT UK transmitido el 26 de marzo, fue derrotado por Noam Dar. Tras la suspensión temporal de NXT UK por el COVID 19 el luchador pasó al tablero de expertos de WWE en Español para las previas de los PPV´s, donde compartió panel con Miguel Pérez, Marcelo Rodriguez y Falbak.
En el 10 septiembre, Kid fue anunciado como participante del torneo del Heritage Cup de NXT UK. En el NXT UK de 24 de septiembre, se anunció que se enfrentaría a Flash Morgan Webster como parte de los cruces del Heritage Cup de NXT UK. En el NXT UK del 8 de octubre, derrotó a Flash Morgan Webster en la primera ronda del Heritage Cup.
En el NXT UK del 5 de noviembre, derrotó a Noam Dar en las semifinales del Torneo de la Heritage Cup de NXT UK, por 2-1, pasando a la final del Torneo de la Heritage Cup de NXT UK.
El día 26 de noviembre Kid se enfrentó a Trent Seven en la citada final del torneo. El combate se llevó a cabo rigiéndose por el reglamento británico, el cual divide el encuentro en varias rondas de dos minutos de duración. Tras un empate de 1-1, Kid consigue la rendición de Seven y se corona ganador de la Heritage Cup además de ser el primer luchador español en conseguir un logro importante en WWE.
Comenzando el 2021, en el NXT UK emitido el 14 de enero, se enfrentó a WALTER por el Campeonato del Reino Unido de NXT, sin la Copa Heritage de NXT UK en juego, sin embargo perdió. En el NXT UK emitido el 18 de febrero, derrotó a Sha Samuels y retuvo la Copa Heritage de NXT UK.

#### NXT (2022-presente)
El 8 de marzo de 2022 en el especial de NXT 2.0 Roadblock A-Kid fue anunciado para hacer su debut el día 15 en un combate contra Kushida.
En la edición de NXT 2.0 del 15 de marzo consiguió vencer a Kushida y así ganarse la oportunidad de enfrentar a Grayson Waller para clasificarse en el combate por el título norteamericano en Stand and Deliver.
En el NXT 2.0 del 22 de marzo fue derrotado ante Grayson Waller y se pactó una triple amenaza entre Cameron Grimes, Roderick Strong y A-Kid en el show semanal de NXT 2.0 del 29 de marzo para determinar el último en clasificarse al combate de escaleras por el título norteamericano.
A-Kid y Roderick Strong no lograron clasificarse y fue Cameron Grimes el que consiguió la victoria.
Durante las transmisiones de WWE NXT: The Great American Bash a través de USA Network, A-Kid recibió un nuevo personaje de camino a su próximo regreso a televisión. El luchador renombrado como AXIOM protagonizó un breve video promocional en el que resolvía varias ecuaciones, aclarando que utilizará sus conocimientos científicos para convertirse en uno de los mejores atletas de NXT.
En el NXT 2.0 del 30 de agosto, en un segmento en el vestuario, se encontraba leyendo un cómic junto a Nathan Frazer, pactando un Best of 3 Series, iniciando en el NXT 2.0 de la siguiente, donde Axiom derrotó a Nathan Frazer en la primera parte del Best of 3 Series, quedando hasta en ese momento (1-0), en el NXT 2.0 emitido el 14 de septiembre, fue derrotado por Nathan Frazer en la parte 2 del Best of 3 Series (empatando 1-1), Después de ese combate se confirmó que el tercer encuentro aparte de ser el desempate para determinar el ganador de la serie al mejor de 3 también sería un combate clasificatorio para acceder a una oportunidad por el Título Norteamericano. En la edición del 11 de octubre de NXT AXIOM fue derrotado frente a Nathan Frazer (quedando 1-2) y así perdiendo el Best of 3 Series y la oportunidad de acceder al combate por el título Norteamericano.
En el NXT emitido el 28 de marzo, ganó el 20-Man Battle Royal, eliminando a SCRYPTS, Jinder Mahal, Dabba-Kato (en conjunto con Nathan Frazer & Charlie Dempsey), Charlie Dempsey y por último a Nathan Frazer clasificando al último puesto en el Fatal-5 Way Match por el Campeonato Norteamericano de NXT en Stand & Deliver. En el episodio del 17 de noviembre de SmackDown, hizo una aparición especial enfrentando en un combate a Dragon Lee, en el que fue derrotado.
En el último NXT previo a WrestleMania perdieron los campeonatos por parejas de NXT junto a su compañero Nathan Frazer, para posteriormente debutar en SmackDown a la semana siguiente, y convirtiéndose en el primer español en debutar en el Main Roster

## Campeonatos y logros
- ATTACK! Pro Wrestling[21]
  - ATTACK! Tag Team Championship (1 vez) - con Adam Chase

- Westside Xtreme Wrestling
  - Ambition: Wildcard Edition (2019)[22]

- White Wolf Wrestling[23]
  - Triple W Absolute Championship (3 veces)
  - Triple W Extreme Championship (1 vez)
  - Triple W Heavyweight Championship (1 vez)

- WWE
  - NXT Tag Team Championship (2 veces) – con Nathan Frazer
  - NXT UK Heritage Cup (1 vez e inaugural)
  - NXT UK Heritage Cup Tournament (2020)

- Pro Wrestling Illustrated
  - Situado en el N°118 en los PWI 500 de 2021

- Wrestling Observer Newsletter
  - Lucha 5 estrellas (2018) vs. Zack Sabre Jr. el 14 de abril